# Білолуцький район
Білолуцький район — адміністративно-територіальна одиниця Української РСР, що існувала в складі Старобільської і Луганської округ, Української СРР, Донецької та Луганської (Ворошиловградської) областей. Районний центр — село Білолуцьк.

## Населення
Станом на 1923 рік, кількість населення району становила 31 965 осіб.
На 1 січня 1926 року кількість населення району становила 31 633 особи, з них 15 506 чоловіків та 16 127 жінок.
Відповідно до перепису населення СРСР, кількість мешканців району, станом на 17 грудня 1926 року, становила 32 539 осіб.
На 1 січня 1930 року в укрупненому районі проживали 61 552 особи (за даними перепису 1926 року), за обрахунком з врахуванням приросту — 64 704, з них 83,2 % — українці.
У 1933 році кількість населення становила 23 588 осіб, у 1936 році — 21 461 особу.

## Історія та адміністративний устрій
Утворений 7 березня 1923 року, відповідно до постанови Всеукраїнського центрального виконавчого комітету «Про адміністративно-територіальний устрій», в складі Білолуцької, Ново-Білянської та Танюшівської волостей Старобільського повіту Донецької губернії. Площа території району становила 747 кв. верст.
На 1 січня 1926 року площа території району становила 773,3 км², до складу району входило 10 сільських рад, котрим підпорядковувалося 58 населених пунктів. 49 поселень мали до 100 дворів, 5 — від 101 до 300 і 4 складалися з понад 301 двору, в середньому на 1 поселення припадало 92 селянських господарства. В районі налічувалося 15 трудових шкіл, де навчалося 1 049 учнів, 22 установи політичної освіти, 1 амбулаторія та 1 лікарня, де працювали 1 лікар, 1 фельдшер та 1 повитуха. Станом на 17 грудня 1926 року до складу району входило 12 сільських рад.
13 червня 1930 року, відповідно до постанови ВУЦВК та РНК УСРР «Про реорганізацію округ УСРР», внаслідок ліквідації Старобільської округи, район включено до складу Луганської округи.
15 вересня 1930 року, відповідно до постанови ВУЦВК та РНК УСРР «Про ліквідацію округ та перехід на двоступневу систему управління», до складу району включено територію ліквідованого Олександрівського району; запроваджено двоступеневу систему управління, внаслідок чого райони підпорядковано безпосередньо республіканському центру. Площа території району становила 1 606 км², до складу району входили 31 сільська рада, котрим підпорядковувалося 164 сільські населені пункти.
17 липня 1932 року район включений до складу новоствореної Донецької області, 17 листопада 1933 року — до складу новоствореного Старобільського округу Донецької області. Площа території — 1 184 км², район складався із 12 сільських рад.
Станом на 1936 рік, площа території району становила 749 км², до складу району входило 12 сільських рад.
3 червня 1938 року, указом Президії Верховної Ради СРСР, зі складу Донецької області виділено Ворошиловградську (згодом — Луганська) область; до її складу увійшов і Білолуцький район.
Станом на 1 вересня 1946 року площа території району становила 700 км², район поділявся на 12 сільських рад (Березівська, Білолуцька, Литвинівська, Миколаївська, Можняківська, Новобілянська, Олександропільська, Павленківська, Романівська, Степнянська, Танюшівська, Трембачівська), котрим підпорядковувалося 34 сільських населених пункти: 12 сіл та 22 хутори.
Ліквідований 30 грудня 1962 року, відповідно до указу Президії Верховної ради Української РСР «Про укрупнення сільських районів Української РСР». Територію та сільські ради включено до складу Білокуракинського району Луганської області.